# Gold Is Not All (1913)
Gold Is Not All é um filme mudo norte-americano de 1913 em curta-metragem, do gênero drama, dirigido por Wilfred Lucas.